# ریحان لیمویی
ریحان لیمویی (نام علمی: Ocimum ×citriodorum) نام یک گونه از سرده ریحان است.